# Kebaturan
Kebaturan is een bestuurslaag in het regentschap Batang van de provincie Midden-Java, Indonesië. Kebaturan telt 1393 inwoners (volkstelling 2010).